# Leptodesmus titschacki
Leptodesmus titschacki är en mångfotingart som beskrevs av Karl Wilhelm Verhoeff 1941. Leptodesmus titschacki ingår i släktet Leptodesmus och familjen Chelodesmidae. Inga underarter finns listade i Catalogue of Life.